# Collections d'excellence

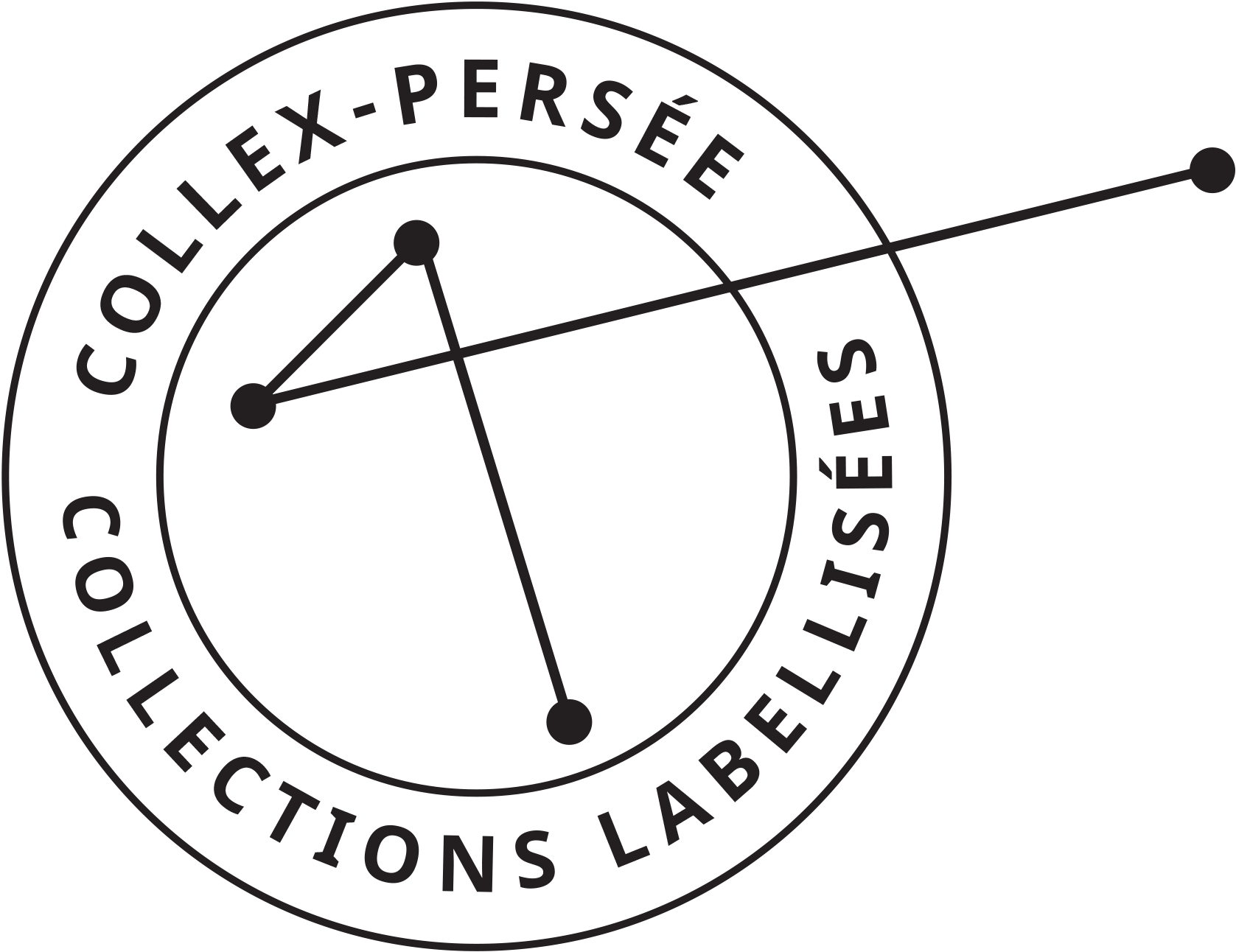
logo du label en 2019

Les collections d’excellence (abrégées CollEx) constituent un label décerné à des corpus et à des fonds documentaires conservés par des bibliothèques publiques, principalement en France. Cette labellisation récompense le caractère original, exceptionnel ou spécifique de collections imprimées ou numériques afin de les mettre en valeur et d’accroître leur visibilité auprès des chercheurs. Son attribution se fait dans le cadre du réseau national CollEx-Persée, dispositif du ministère de l’Enseignement supérieur et de la Recherche.
Initié dès 2015 par le Département de l’information scientifique et technique et du réseau documentaire (DISTRD) de ce ministère, le dispositif remplace depuis 2017 le réseau des Centres d’acquisition et de diffusion de l’information scientifique et technique (CADIST) devenu obsolète en raison de son infrastructure et de la révolution numérique qui a bouleversé les pratiques des chercheurs utilisant davantage la documentation électronique au détriment des sources imprimées.
En succédant aux CADIST, l’infrastructure CollEx reprend une partie de leurs missions avec un périmètre élargi auprès de bibliothèques de recherche ou patrimoniales et de nouveaux établissements. Sous l’appellation « collections d’excellence », une trentaine de fonds est recensée en 2018 dans différents disciplines des sciences humaines et sociales et des sciences exactes. L’année suivante, la labellisation CollEx concerne 140 collections et réunit 21 établissements : le pilotage global du dispositif est assuré par la Bibliothèque nationale et universitaire de Strasbourg. En 2019 et 2020, le label « collections d’excellence » a été décerné à plusieurs fonds conservés par différentes institutions parmi lesquelles peuvent être citées :
- Archives nationales d’outre-mer, pour les collections de sa bibliothèque ;
- Bibliothèque-Cartothèque de l’Observatoire (Université Claude Bernard Lyon 1), pour son fonds « Sciences de la Terre|Sciences de la Terre et de l’Évolution » ;
- Bibliothèque Diderot (École normale supérieure de Lyon), pour ses fonds slaves ;
- Bibliothèque Sainte-Geneviève à Paris, pour son fonds « Esotérisme » et ses réserves ;
- Bibliothèque Sainte-Geneviève à Paris, Bibliothèque nationale universitaire à Strasbourg et Bibliothèque LVE Tove Jansson de l'Université de Caen-Normandie pour leurs collections en langues et civilisations des pays nordiques ;
- La bibliothèque du Service historique de la Défense, première bibliothèque d'Europe en histoire militaire et navale;
- Centre de recherche bretonne et celtique à Brest, pour les collections de la bibliothèque Yves Le Gallo ;
- Centre Pompidou, pour ses fonds de la bibliothèque Kandinsky ;
- Institut dominicain d'études orientales au Caire, pour son patrimoine arabo-musulman ;
- Institut français du Proche-Orient, pour collections de sa bibliothèque ;
- Institut français de Pondichéry, pour son fonds de manuscrits ;
- Institut protestant de Théologie à Paris, pour son fonds « Paul Ricœur » ;
- Maison Asie-Pacifique (Aix-Marseille Université et CNRS), pour son fonds Pacifique-Océanie ;
- Ville de Paris, pour les collections de la bibliothèque de l’Hôtel de Ville.
- Bibliothèque de l'université de Perpignan pour les collections catalanes.
- Le Service historique de la Défense pour son fonds de plus d'un million de publications sur l'histoire militaire
- Le Service commun de la documentation de l'Université de Toulouse-Jean Jaurès, pour les études ibériques
- Le Service commun de la documentation de l'Université d'Aix-Marseille, Bibliothèque Universitaire de Lettres des Fenouillères "Histoire de la colonisation française"[6]
- Le Service commun de la documentation de l'Université d'Aix-Marseille, Bibliothèque Universitaire de Lettres des Fenouillères "Histoire de l’Orient méditerranéen à l’époque ottomane"[6].